# Lijst van autosnelwegknooppunten in Slovenië
Dit is een lijst van knooppunten in Slovenië.
| Naam      | Wegen                        | Type                |
| --------- | ---------------------------- | ------------------- |
| Dolga Vas | A5, H7                       | trompet             |
| Dragučova | A1, A5                       | halve ster          |
| Draženci  | A4, G9                       | trompet             |
| Gabrk     | A1, A3                       | trompet             |
| Koseze    | A2, H3                       | volledige splitsing |
| Kozarje   | A1, A2                       | halve ster          |
| Malence   | A1, A2                       | halve ster          |
| Nanos     | A1, H4                       | trompet             |
| Slavček   | H5, G11 (toekomst: H6), G111 | klaverblad          |
| Slivnica  | A1, A4, R430                 | mixvorm             |
| Srmin     | A1, H5                       | mixvorm             |
| Zadobrova | A1, H3                       | halve ster          |

Dolga Vas · 
Dragučova · 
Draženci · 
Gabrk · 
Koseze · 
Kozarje · 
Malence · 
Nanos · 
Slavček · 
Slivnica · 
Srmin · 
Zadobrova